# پاتریک مورفی (شناگر)

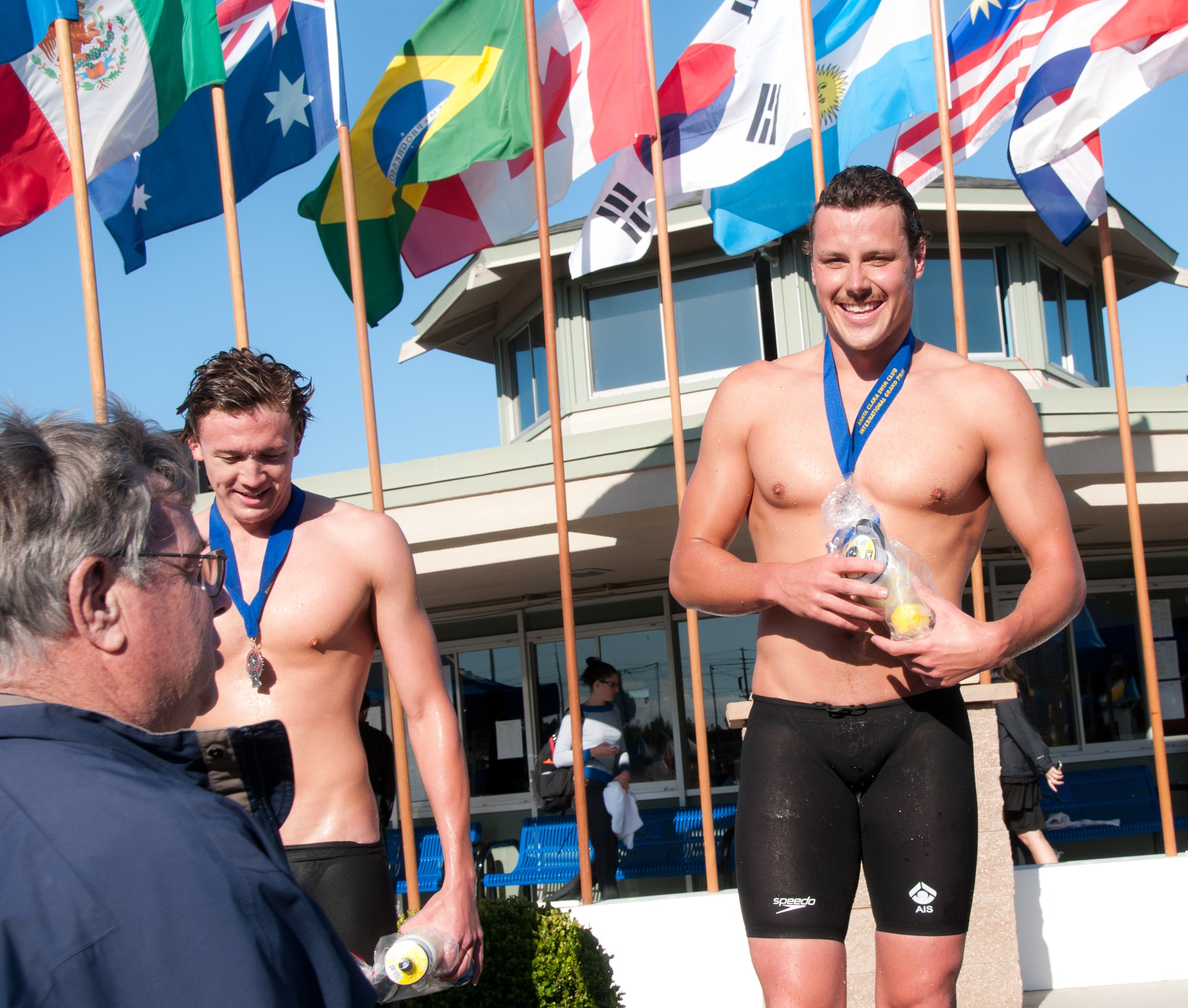
پاتریک مورفی در سمت راست تصویر

پاتریک مورفی (به انگلیسی: Patrick Murphy) (زادهٔ ۲۲ فوریهٔ ۱۹۸۴) شناگر اهل استرالیا است.